# Mandege
Mandege è una circoscrizione rurale (rural ward) della Tanzania situata nel distretto di Gairo, regione di Morogoro. Conta una popolazione di 8 382 abitanti (censimento 2012).